# Martirologio
Per martirologio in origine si intendeva la narrazione di notizie relative ai martiri cristiani dei primi secoli dell'era corrente. Più tardi le Chiese avvertirono la necessità di registrare, sinteticamente, date ed eventi significativi relativi ai martiri in un calendario, che avrebbero assunto il rango di vero e proprio libro liturgico.

## Nella Chiesa occidentale
Fin dai primi secoli, le comunità locali celebravano la memoria annuale dei loro martiri. A partire dal III secolo, le varie comunità si scambiarono queste feste commemorative, arricchendo così il calendario cristiano.
I più antichi esempi di questo genere di calendario risalgono al 354, per un martirologio romano, e al 505 circa, con un martirologio cartaginese. 
L'aumento dei contatti tra le comunità cristiane favorì la redazione di collezioni più ricche, pur mantenendo una struttura schematica, che prevedeva l'elenco cronologico dei santi, corredato dai luoghi in cui era avvenuto il loro martirio; in alcuni casi erano inseriti anche i riferimenti temporali della traslazione delle reliquie e/o della dedicazione delle chiese.
Tra questi martirologi, chiamati "martirologi generali", si distinguono il Martirologio siriaco, ritenuto il più antico, e soprattutto il Martirologio geronimiano, composto a Nicomedia nel V secolo. In seguito a una traduzione in latino, fu integrato da informazioni delle Chiese dell'occidente e attribuito pseudoepigraficamente, come suggerisce il nome tradizionale, a san Girolamo, che in realtà offrì un minimo contributo a questo adattamento.
Nel corso dei tre successivi secoli vennero aggiunti martiri della Gallia, finché intorno al 600 non si arrivò a un'edizione relativamente definitiva. Esso rappresenta un documento fondamentale per l'agiografia, nonché la base per il successivo martirologio di Beda del 730 circa, che viene considerato il primo dei «martirologi storici». La peculiarità di questi ultimi consistette nel diminuire il numero dei nomi citati a favore di maggiori informazioni sui martiri citati. 
Il periodo di maggiore produzione di martirologi si ebbe nel IX secolo; tra questi, annoveriamo i lavori di Floro di Lione, Adone, Rabano Mauro e Usuardo, tutti in debito con il lavoro di Beda. 
L'evoluzione del genere subì una cristallizzazione nel 1583, quando papa Gregorio XIII fece pubblicare il Martirologio Romano, calendario universale valido per tutta la Chiesa latina, che si è configurato come vero libro liturgico e che ha subito numerose revisioni nel corso dei secoli, l'ultima delle quali è del 2004.

## Nella Chiesa orientale
Nell'Oriente cristiano si è avuto un processo simile per questa tradizione, in forme diverse quali i sinassari e i menologi.